# Смилга, Вольдемар Петрович
Вольдемар Петрович Смилга (16 января 1929, Москва — 11 марта 2009, Москва) — советский и российский физик, преподаватель и популяризатор науки. Автор (совместно с Б. В. Дерягиным) электронной теории адгезии. Один из создателей метода μSR. Автор двух сотен научных статей, нескольких монографий и научно-популярных книг. Заслуженный профессор МФТИ (2005)

## Биография
Родился в семье музыкантов. Отец — Пётр Петрович Смилга (1901—1968), скрипач, играл в оркестре Большого театра, преподавал в Московской консерватории. Участник войны. После войны переехал в Ригу, где работал профессором по классу скрипки в Рижской консерватории. Мать — Елизавета Григорьевна Астрова (1901—1979), вела музыкальный отдел в Комсомольской Правде. В молодости родители В. П. Смилги участвовали в революции и Гражданской войне на стороне большевиков. Его дед Пётр Иванович Смилга был бойцом в дивизии латышских стрелков. Вольдемар Петрович не был, однако, родственником И. Т. Смилги.

В. П. Смилга учился в знаменитой 110 школе, в одном классе с Н. Я. Эйдельманом, Ю. З. Крейндлиным, Ф. Д. Поленовым, В. Н. Левертовым, Ю. А. Бразильским, В. М. Фридкиным, Ю. М. Ханютиным, с которыми всю жизнь оставался в близких дружеских отношениях. В 1947 г., окончив школу, поступил на Физтех (только что созданный тогда), который закончил в 1953 г. Работал в Институте физической химии АН СССР. В 1962 г. защитил кандидатскую диссертацию по электронной теории адгезии
.
Потом перешёл работать в Институт атомной энергии им. Курчатова. В 1975 г. защитил докторскую диссертацию «Исследования по теории двойных электрических слоёв».
Известен своими пионерскими работами (совместно с И. Г. Ивантером)
по методу μSR. Этот метод позволяет извлекать информацию о микроскопических магнитных полях в веществе (и тем самым о структуре вещества на атомном и молекулярном уровне) по повороту и релаксации поляризации мюонов. Последняя измеряется по асимметрии распада мюона.
Ивантер и Смилга предсказали и рассчитали явление двухчастотной прецесии мюония, которое вскоре было открыто экспериментально
.
Смилга работал над развитием и примением метода μSR до конца жизни.
C начала 60-х годов вплоть до 2008 преподавал на Физтехе.
Автор трёх научно-популярных книг. Его первая книга «Очевидное? Нет, ещё неизведанное!» посвящена теории относительности. В самой известной своей книге «В погоне за красотой» Смилга рассказывает об истории попыток доказательства пятого постулата Евклида (аксиомы о параллельных) и создании неевклидовой геометрии. Обе эти книги переведены на несколько языков. Книга «Молодые годы Николая Ивановича Лобачевского» — свободный рассказ об истории Казани, о Казанской гимназии, Казанском университете и, конечно, о самом Лобачевском — опубликована после смерти автора его наследниками.

## Семья
- Родители — Пётр Петрович Смилга, Елизавета Григорьевна Астрова.
- Был женат с 1953 на Ирине Семёновне Жигулёвой (1929—2010).
- Сын — Смилга Андрей Вольдемарович[6], физик, профессор Нантского Университета (Франция).

## Публикации

### Монографии
- Б. В. Дерягин, Н. А. Кротова, В. П. Смилга. Адгезия твёрдых тел. — М.: Наука, 1977.
- В. П. Смилга, Ю. М. Белоусов. Мюонный метод исследования вещества. — М.: Наука, 1991.
- V. P. Smilga, Yu. M. Belousov. The muon method in science. — U.S.: Nova Science Publishers, 1994.

### Учебное пособие
- Ю. М. Белоусов, В. П. Кузнецов, В. П. Смилга. Практическая математика. Руководство для начинающих изучать теоретическую физику. — М.: Интеллект, 2009.

### Научно-популярные книги и статьи
- В. П. Смилга. Десять историй о математиках и физиках. Vivos Voco (1998).
- В мире необычных атомов и ионов : (Мюонный метод в химии) / В. Н. Горелкин, В. П. Смилга. — М.: Знание, 1986. — 47,[1] с. : ил.; 24 см. — (Новое в жизни, науке, технике. Химия; 12/1986).

- В. П. Смилга. Очевидное? Нет, ещё не изведанное!. — М.: Молодая Гвардия, 1961.
- В. П. Смилга. В погоне за красотой. — М.: Молодая Гвардия, 1968.
- В. П. Смилга. Молодые годы Николая Ивановича Лобачевского. — М.: Добросвет, 2015.